# Miofibroblasto

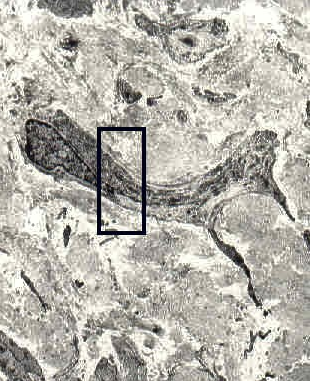
Mio-fibroblasto con prolongaciones citoplásmicas gruesas y extensas. Recuadro: muestra zona de fibras contráctiles. M.E., Bajo aumento.

Los miofibroblastos son fibroblastos especializados. El miofibroblasto posee características intermedias entre fibroblasto y célula muscular lisa. Desempeñan un papel muy importante durante la inflamación, la reparación, la cicatrización y la regeneración de los tejidos en los diferentes órganos.
La morfología es similar a la del fibroblasto y además posee moléculas de actina y miosina en su citoplasma, como el miocito.
Tienen haces de filamentos de actina y cuerpos densos semejantes a los de las células del músculo liso. Difieren de las células musculares lisas porque carecen de lámina externa. 
Son abundantes en zonas de cicatrización y en el ligamento periodontal.

## Origen embriológico
Todas las células contráctiles son de origen mesodérmico incluyendo el Mio-fibroblasto (MFB) y su diferenciación se debe principalmente a un proceso de alargamiento gradual, con síntesis simultánea de proteínas filamentosas con capacidad de contracción. La excepción son las células mioepiteliales que tienen origen endodérmico.

## Caracterización fenotípica

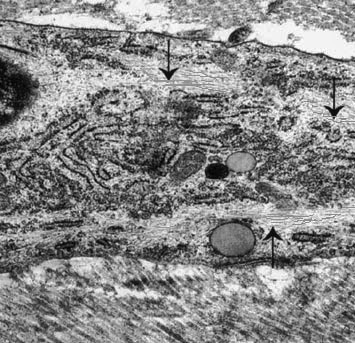
Sección de mio-fibroblasto recuadrada en la microfoto superior. Las flechas arriba y abajo indican las fibras contráctiles cerca de la membrana celular. M.E. Gran aumento.

Los miofibroblastos representan una subpoblación de fibroblastos con un fenotipo similar al de las células del músculo liso, debido a que expresan α-actina de músculo liso en su citoesqueleto, aunque también como subpoblación exhiben diferencias fenotípicas entre sí en diferentes órganos. 
Su fisiología es semejante en los diferentes tejidos y órganos en los que se encuentran. Con base en su amplio espectro de síntesis y secreción de moléculas, tales como citocinas, interleucinas, quimiocinas, factores de crecimiento, lípidos, diversos mediadores fisiológicos, moléculas de la matriz extracelular, metaloproteinasas de la matriz (MMPs) y metalproteasas de la matriz inhibidoras de tejidos (TIMPs), desempeñan un papel muy importante durante la embriogénesis, la organogénesis, la inflamación, la reparación y la cicatrización. 
Los mio-fibroblastos son además, fundamentales en los diferentes procesos de regeneración y reparación (fibrosis) que ocurren en los distintos órganos.

Intervienen en el sostén anatómico y funcional de las glándulas exocrinas, los alvéolos pulmonares, las células mesangiales, las criptas intestinales, los lobulillos hepáticos y los folículos ováricos de Graaf.

## Miofibrobastos en los diferentes tejidos
*Hígado

Los miofibroblastos (MFs) hepáticos están integrados por varias poblaciones celulares, cada una de éstas se encuentra localizada en lugares específicos del lobulillo hepático.
Estos MFs están involucrados en la fibrosis, que es el proceso de reparación característico encontrado en la cirrosis.

Cada subpoblación de MFs hepáticos muestra una morfología y una localización característica, la que se correlaciona con la localización de las moléculas de colágeno Tipo I y colágeno Tipo III. 